# Medicago karatschaica
Medicago karatschaica là một loài thực vật có hoa trong họ Đậu. Loài này được (A.Heller) A.Heller miêu tả khoa học đầu tiên.